# Polifenismo
El polifenismo se refiere a fenotipos alternativos irreversibles provocados por el ambiente. Mientras el polifenismo es dado por ambiente el polimorfismo es determinado por el genotipo. Un ejemplo de polifenismo son las langostas migratorias, las cuales reciben señales del ambiente como la densidad poblacional para determinar que morfotipo se debe desarrollar. Otro ejemplo clásico de polifenismo son los cambios en el color del pelaje de los organismos de la región ártica.
Existen diferentes tipos de polifenismo:

## Polifenismo estacional
Los individuos de una misma especie se desarrollan de manera diferente por mecanismos de regulación como la temperatura o el fotoperiodo al cual están expuestos estadios tempranos. Un ejemplo clásico de este tipo de polifenismo es la especie de mariposas Polygonia c-album, las cuales cambian su fenotipo dependiendo si eclosionan en días largos de verano o cortos de invierno. Cuando eclosionan en días cortos los pigmentos de las alas posteriores son más oscuros comparados con la pigmentación de las alas en días largos. Esto tiene una explicación: los pigmentos oscuros absorben la luz proveniente del sol de una manera más efectiva que los claros; así, los pigmentos oscuros ayudan a elevar más rápidamente la temperatura corporal .
En las zonas tropicales generalmente también se encuentran estaciones una de calor húmedo y otra de frío seco; en África la mariposa Bicyculus anynana tiene un polifenismo relacionado con estos cambios estacionales. Uno de estos es en la estación seca, en la cual los individuos tienen una coloración marrón que utilizan para mimetizarse entre las hojas muertas del suelo de la selva en la que habitan, mientras que los individuos en la estación húmeda generan manchas redondas en las alas que asemejan ojos, las cuales son utilizadas para no ser comidas por sus depredadores. Que una mariposa tenga un fenotipo y no el otro se decide en la etapa de pupa y está mediado por la temperatura ambiental, es decir, si la temperatura es baja se desarrollaran individuos de fenotipo de estación seca y si las temperaturas son altas desarrollarán el fenotipo de estación húmeda. La aparición de las manchas en forma de ojos ha sido estudiada y se encontró que una proteína llamada distal-less es la encargada de generar estas manchas oculares.[cita requerida]

## Polifenismo nutricional
La cantidad y calidad de alimento que come en los estadios larvales es determinante para su forma como adultos. Un ejemplo de esto son las abejas, en donde el tamaño de la larva de la hembra en su muda metamórfica determina si el individuo será obrera o reina. Esto depende de si la larva se alimenta de nutrientes ricos de la jalea real porque este alimento desarrolla los ovarios y otros detalles anatómicos y fisiológicos.
La hormona juvenil es la responsable de retrasar la pupacion y por este motivo la abeja emerge más grande y especializada en diferentes funciones.
Otro ejemplo de polimorfismo nutricional se da en hormigas en las cuales existen altos grados de polifenismo; se descubrió que los niveles de hormona juvenil de diferentes morfos durante la etapa de desarrollo eran diferentes y se encontró una relación directa con la nutrición de estas.

## Polifenismo inducido por el depredador
En casos donde un organismo se enfrenta frecuentemente a un depredador llega a reconocer moléculas solubles secretadas por éste. De esta manera el organismo activa en el desarrollo estructuras que lo hagan menos vulnerable ante el depredador. Ejemplos de este tipo de polifenismo se observan en varias especies de rotíferos, los cuales alteran su morfología cuando se desarrollan en aguas de lagunas en las que fueron cultivados sus depredadores.
Los químicos que son liberados por los rotiferos y estas se diluyen en el depredador y que pueden inducir al desarrollo con defensas de la presas son conocidos como kairomonas .

## Determinación del sexo
En peces y reptiles la temperatura es el factor que determina si un individuo será macho o hembra. Sin embargo la temperatura no es el único factor que puede determinar el sexo, las interacciones sociales son otro factor en poblaciones de peces.

## Sistema de castas en los insectos

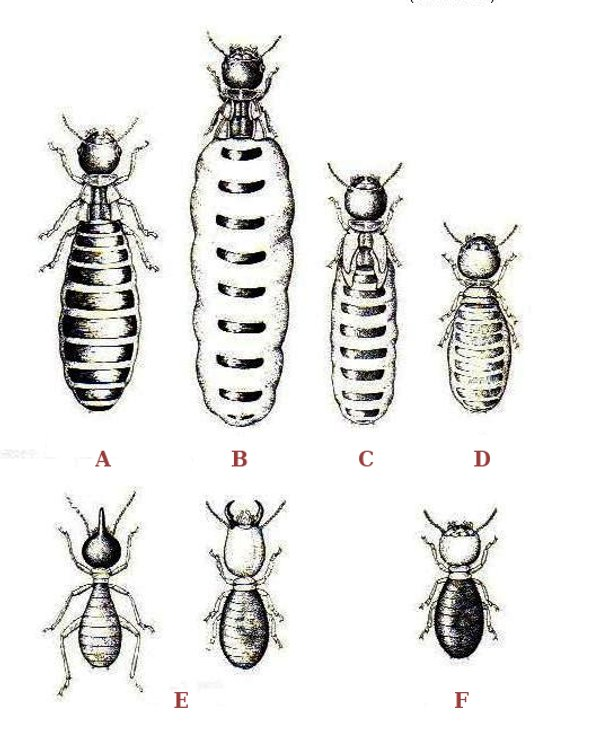
Polifenismo de termitas Nasutitermes

El sistema de castas de los insectos permite la organización social, incluyendo su forma más alta la eusocialidad. Tiene lugar la división del trabajo entre individuos reproductores y no reproductores. Una serie de polifenismos determina si la larva se desarrolla como reina, obrera y, en ciertos casos, soldado u otras variedades. En el caso de la hormiga, Pheidole morrisi, una larva tiene que desarrollarse en ciertas condiciones de temperatura y fotoperíodo para poder convertirse en reina con capacidad reproductiva. Esto permite el control del período de apareamiento y también limita la dispersión de la especie a otros climas.
En las abejas sociales (como la abeja doméstica). Las obreras alimentan a las larvas de futuras reinas con jalea real. Las larvas de obreras también reciben jalea real pero en menor cantidad y por un período más corto. Las abejas obreras producen mayor cantidad de jalea real y se la dan solamente a ciertas larvas cuando la colmena alcanza un gran número de obreras o cuando la actual reina es vieja o ha fallecido. Este sistema impide la producción excesiva de reinas y al mismo tiempo depende menos de las condiciones ambientales.